# Bairro do Roque

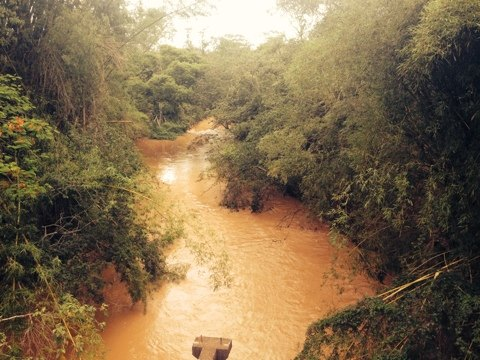
Roque River - Pirassununga Sao Paulo

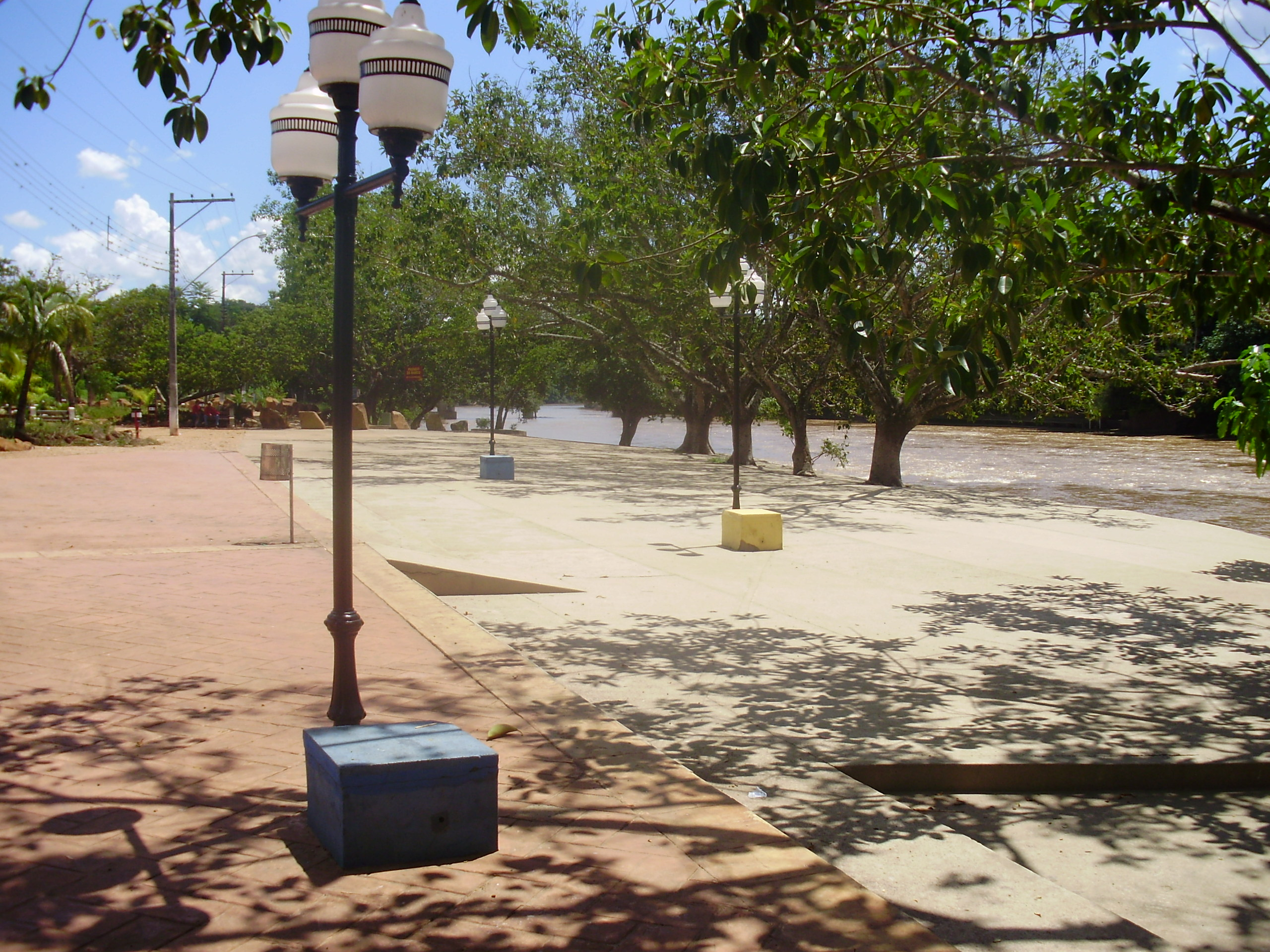
Pirassununga

O Bairro do Roque é uma região no municipio de Pirassununga, pertencente a Zona Rural Sul, com população de aproximadamente 250 habitantes. O nome provem do Ribeirão do Roque, que margeia toda a área.
A agricultura local é diversificada, com milho, soja , algodão, mas principalmente com a plantação de cana, pois boa parte de seu território é dada em forma de arrendamento para usinas proximas. Em seu territorio está instalado o Alambique da Cachaça Sapucaia, desde 2011. No bairro encontram-se alambiques que fazem parte de um  roteiro de visitas a produtores de cachaca de pirassununga.
A principal via de acesso e deslocamento do bairro é a Estrada Municipal Alipio de Campos, estrada ainda sem pavimentação, com aproximadamente 3 km 